# Potamonautes loveridgei
Potamonautes loveridgei is een krabbensoort uit de familie van de Potamonautidae. De wetenschappelijke naam van de soort is voor het eerst geldig gepubliceerd in 1933 door Rathbun.